# Salmon Lake (Pilgrim River)
Der Salmon Lake (engl. für „Lachs-See“) ist ein See auf der Seward-Halbinsel in West-Alaska.

## Lage
Der Salmon Lake befindet sich südlich am Fuße der Kigluaik Mountains, 47 km nordnordöstlich der Stadt Nome. Der auf einer Höhe von 135 m gelegene Salmon Lake bedeckt eine Fläche von 7,3 km². Der 6,5 km lange See ist in zwei Becken gegliedert, die durch einen lediglich 150 m breiten Arm miteinander verbunden sind. Der Grand Central River, Hauptzufluss des Salmon Lake, mündet in das westliche Seeende. Der Fox Creek von Norden und der Jasper Creek von Süden münden auf halber Seelänge in den See. Der Salmon Lake wird an seinem östlichen Ende vom Pilgrim River entwässert. Der Nome–Taylor Highway verläuft unweit des nördlichen Seeufers. 

## Namensgebung
Der Seename wurde im Jahr 1900 vom U.S. Geological Survey (USGS) gemeldet. Es wurde außerdem noch der Eskimo-Name Nahwazuk mit der Bedeutung „Lachs“ vermerkt.